# مجموعة إيفرجرين القابضة
مجموعة إيفرجرين القابضة هي شركة قابضة صينية لها مصلحة في بناء السفن وتعدين البوتاس. إنها المساهم المسيطر في شركة ماج للصناعات ، وهي شركة كندية لتعدين البوتاس تمتلك رخصة تعدين لمشروع البوت منجو في جمهورية الكونغو ، أحد أكبر مناجم البوتاس في الحقول الخضراء في العالم.
تأسست الشركة في عام 2003 بعد أن استحوذ المؤسس ليناج زيولي على حوض تشجيانغ لبناء السفن في نينغبو وتخلص من بناء سفينة جيانغيانغ في يانغتشو . ازدهرت أعمال بناء السفن في عام 2000 ، حيث أصبحت الشركة من بين أكبر 50 شركة بناء سفن في العالم من خلال أوامر الكتاب في عام 2007. ومع ذلك ، ستواجه في العقد المقبل فشل الشركة في سداد قرض في ديسمبر 2015 ، وتعثرت في سندات بقيمة 400 مليون يوان في عام 2016 ، واثنان من أحواض بناء السفن التابعة لها تدخل إفلاسها في عام 2016.
تسبب تقصير السندات في ذعر بين حاملي السندات الذين أشاروا إلى عدم كفاية الإفصاحات من قبل الشركة. لم يكن المستثمر في السندات المتعثرة المقتبسة في صحيفة وول ستريت جورنال على علم بمداهمة فساد في كندا ضد شركة التعدين التابعة لشركة ماج للصناعات حتى أبريل 2015 في اجتماع لحملة السندات بعد أشهر من حدوث الغارة في يناير 2015. تم نشر أخبار الغارة على مكاتب ماج للصناعات على موقع ماج للصناعات باللغة الإنجليزية.

## روابط خارجية
- الموقع الرسمي